# Vendlincourt
Vendlincourt é uma comuna da Suíça, situada no distrito de Porrentruy, no cantão de Jura. Tem 9,14 km² de área e sua população em 2018 foi estimada em 540 habitantes.